# Bifidia scleractinicola
Bifidia scleractinicola is een naaldkreeftjessoort . De wetenschappelijke naam van de soort is voor het eerst geldig gepubliceerd in 1988 door Sieg & Zibrowius.